# Bridge of Allan
Bridge of Allan (in Scots: Brig Allan; in gaelico scozzese: Drochaid Alain) è una cittadina e stazione termale della Scozia centrale, facente parte dell'area amministrativa di Stirling (contea tradizionale: Stirlingshire) e situata ai piedi delle Ochil Hills e lungo il corso dell'Allan Water (un affluente del fiume Forth). Conta una popolazione di circa 6.700 abitanti.

## Geografia fisica
Bridge of Allan si trova a circa 3 miglia a nord di Stirling e a circa 2 miglia a sud di Dunblane.

## Storia
La località deve il proprio nome al ponte che fu costruito nel 1520 sull'Allan Water lungo la strada che collegava Stirling a Perth.
Nel corso del XVIII secolo, aumentarono le industrie tessili e le miniere per l'estrazione del rame.
Nel 1807, le miniere furono chiuse, ma sei anni dopo furono scoperte delle sorgenti minerarie e Bridge of Allan fu quindi trasformata per iniziativa di Sir Robert Abercrombie in stazione termale Nel corso del XIX secolo, la cittadina contava 30.000 visitatori l'anno, annoverando tra i propri ospiti anche personaggi famosi quali gli scrittori Robert Louis Stevenson e Charles Dickens.

## Monumenti e luoghi d'interesse
L'architettura cittadina si caratterizza per la presenza di numerose ville in stile vittoriano.

### Airthrey Castle
Tra gli edifici d'interesse di Bridge of Allan, figura l'Airthrey Castle, situato nella tenuta di Airthrey e costruito a partire dal 1791 su progetto di Robert Adam e per volere di Robert Aldane, ma rimodellato nel 1889. Dagli anni sessanta del XX secolo, è di proprietà dell'Università di Stirling.

## Società

### Evoluzione demografica
Al censimento del 2011, Bridge of Allan contava una popolazione pari a 6.762 abitanti, di cui 3.585 erano donne e 3.177 erano uomini.

## Sport
- Highland Games[4]
- Bridge of Allan Football Club, club calcistico fondato nel 1878 e sciolto nel 1899[5]